# Oier Sanjurjo
Oier Sanjurjo Maté (Estella, Navarra, 25 de mayo de 1986), conocido deportivamente como Oier, es un exfutbolista español que jugaba como centrocampista.

## Biografía
Empezó en el fútbol a los diez años. Lo hizo en el equipo infantil de la Ikastola Lizarra en la que estudiaba en su Estella natal. Allí pasó los dos primeros años, para luego ingresar en el CD Estella otros dos. Fue en su primer año como juvenil después de completar una temporada memorable con el CD Izarra, consiguió el ascenso a la División de Honor. Entonces Jesús Corera, director del fútbol base de Osasuna, movió los hilos para llevárselo a Tajonar.

Fue cedido al Burladés para jugar una temporada en Tercera División antes de debutar en Segunda División B con Osasuna Promesas en 2005/06.

Debutó en el primer equipo en Primera División en el año 2008, en el entonces Estadio Reyno de Navarra.
El 10 de junio de 2022, se anuncia su fichaje por el AEK Larnaca de la Primera División de Chipre, tras una larga carrera como jugador del Club Atlético Osasuna convirtiéndose en el sexto jugador con más partidos de la historia del club navarro.

## Clubes
| Club                   | País   | Categoría | Año       | Partidos | Goles |
| ---------------------- | ------ | --------- | --------- | -------- | ----- |
| Osasuna B              | España | 2ªB       | 2005-2009 | 99       | 0     |
| Celta de Vigo (Cedido) | España | 2.ª       | 2011-2012 | 34       | 0     |
| C.A. Osasuna           | España | 1.ª y 2.ª | 2008-2022 | 356      | 15    |
| AEK Larnaca            | Chipre | 1ª        | 2022-2023 | 41       | 3     |

Debut en 1ª División: 24 de septiembre de 2008, C. A. Osasuna 0-0 Deportivo
| Temporadas en 1ª | Partidos en 1ª | Goles en 1ª | Partidos en Copa | Goles en Copa | Internacional |
| ---------------- | -------------- | ----------- | ---------------- | ------------- | ------------- |
| 9                | 205            | 5           | 21               | 1             | Ninguna       |